# Utamaro
Kitagawa Utamaro (喜多川 歌麿) v. 1753 - 31 octobre 1806 est un peintre japonais, spécialiste de l'ukiyo-e. Il est particulièrement connu pour ses représentations de jolies femmes (bijin-ga), mais son œuvre comprend également de nombreuses scènes de nature et d'animaux, ainsi que des albums érotiques (shunga).
Son travail parvint en Occident au XIXe siècle où il rencontra un grand succès. Il a particulièrement influencé les impressionnistes par ses cadrages audacieux et le graphisme de ses estampes. Il était alors connu sous le nom d'« Outamaro », transposition selon l'orthographe française de la prononciation de son nom (orthographe reprise à l'époque dans certains autres pays occidentaux).
Il fut surnommé en 1891 par Edmond de Goncourt « le peintre des maisons vertes » (les maisons closes), même si un tiers seulement des très nombreuses estampes que l'on connaît de lui furent en réalité consacrées au Yoshiwara.

## Biographie

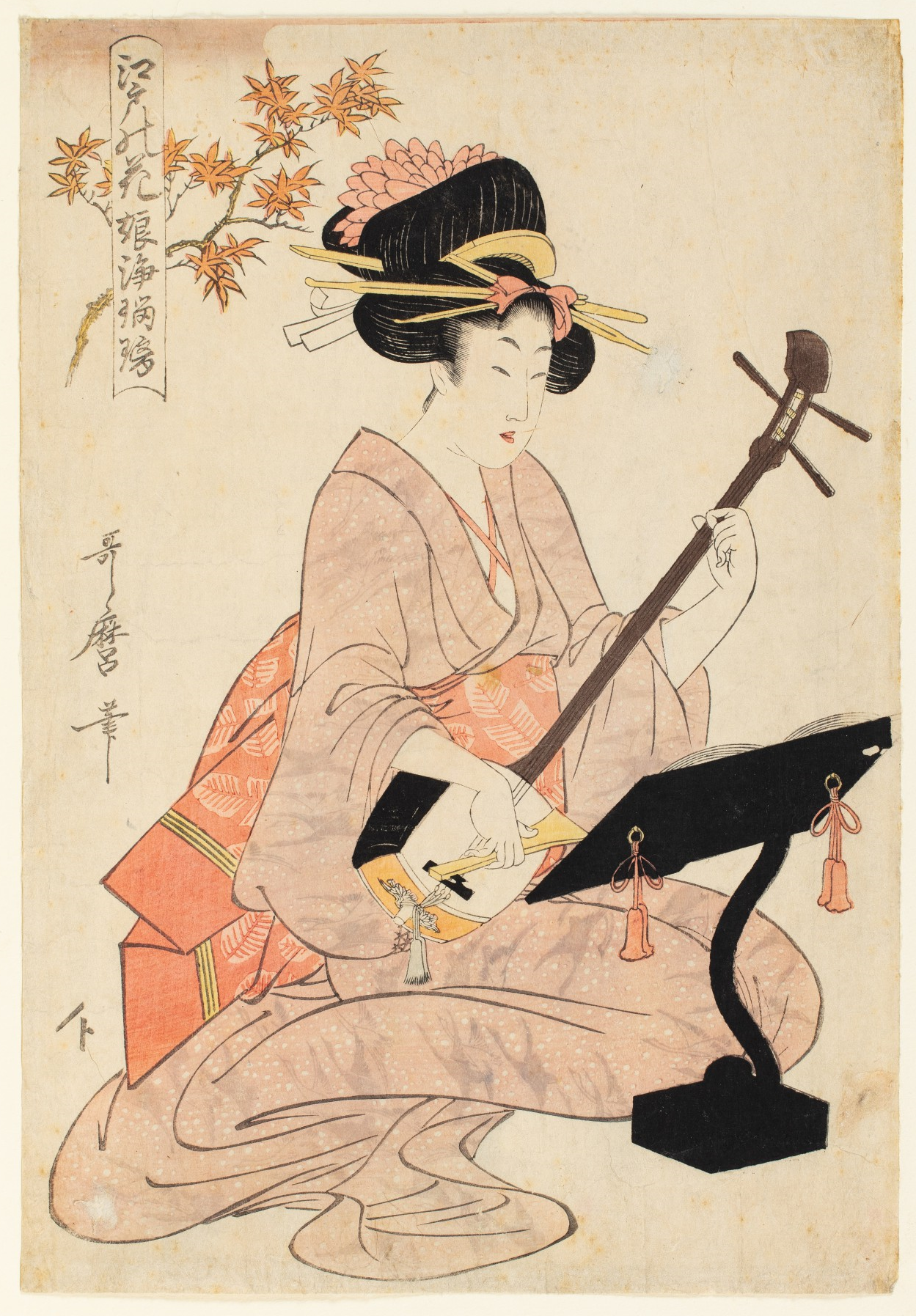
Utamaro : Fleurs d'Edo

### Origine
Nous connaissons fort peu de choses de la vie d'Utamaro, et les détails de sa vie diffèrent souvent selon les sources.
Selon certaines sources, il serait né à Edo (aujourd'hui Tokyo), Kyoto ou Osaka (les trois villes principales du Japon).
Mais plusieurs sources affirment qu'il serait né à Kawagoe (province de Musashi), près d'Edo.
Sa naissance serait située autour de 1753 (cette date étant également incertaine).
Selon une tradition ancienne, il serait né à Yoshiwara, le quartier des plaisirs d'Edo, et serait le fils du propriétaire d'une maison de thé, mais là encore, sans que le fait soit avéré. Son nom véritable serait Kitagawa Ichitarō.

### Formation
Il est généralement admis qu'il devint l'élève du peintre Toriyama Sekien, alors qu'il était encore enfant ; certains pensent qu'Utamaro était d'ailleurs son fils.
Il grandit dans la maison de Sekien, et leur relation se poursuivit jusqu'à la mort de celui-ci en 1788.
Sekien avait été formé dans l'aristocratique école de peinture Kanō, mais il s'orienta plus tard vers l'ukiyo-e, plus populaire.
Si Sekien eut bien un certain nombre d'autres élèves, aucun n'atteignit ensuite la notoriété.

### Carrière et relation avec l'éditeur Tsutaya Jūzaburō

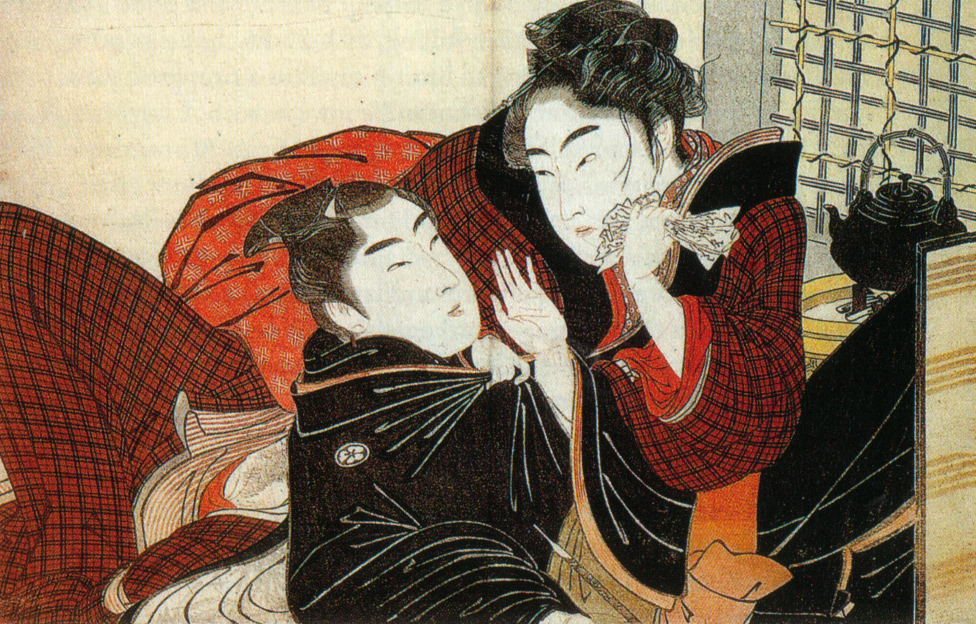
Un acteur-prostitué séduit un client par une agréable conversation. Utamaro Kitagawa, 1788

Utamaro fut ensuite patronné par l'éditeur Tsutaya Jūzaburō, chez qui il résida à partir de 1782 ou 1783. Comme la plupart des éditeurs, Tsutaya Jūzaburō habitait aux portes du quartier du Yoshiwara, dont il contribuait en quelque sorte à assurer la promotion (courtisanes et acteurs de kabuki).
Utamaro, comme de nombreux artistes japonais de son temps, changea son nom à l'âge adulte, et pris le nom de Ichitarō Yusuke lorsqu'il prit de l'âge.
Au total, il aurait eu plus de douze surnoms, noms de famille, ou pseudonymes.
Il semble qu'il se soit également marié, bien qu'on sache très peu de choses de sa femme ; il n'eut apparemment pas d'enfant.
Sa première production artistique à titre professionnel, vers l'âge de 22 ans, en 1775, semble avoir été la couverture d'un livre sur le kabuki, sous le nom professionnel (gō) de Toyoaki.
Il produisit ensuite un certain nombre d'estampes d'acteurs et de guerriers, ainsi que des programmes de théâtre. À partir du printemps 1781, il changea son gō pour prendre celui d'Utamaro, et commença à réaliser quelques estampes de femmes, que l'on peut raisonnablement oublier.
Vers 1782 ou 1783, il s'en alla vivre chez le jeune éditeur Tsutaya Jūzaburō, alors en pleine ascension, chez lequel il résida apparemment cinq années. Pendant les années qui suivirent, la production d'estampes fut sporadique, car il produisit essentiellement des illustrations de livres de kyoka (littéralement « poésie folle »), parodie de la forme littéraire classique waka.
Entre 1788 et 1791, il se consacra essentiellement à l'illustration de plusieurs remarquables livres sur la nature (insectes, oiseaux, coquillages...).
Vers 1791, Utamaro cessa de dessiner des estampes pour livres, et se concentra sur la réalisation de portraits de femmes, en plan serré, figurant seules dans l'estampe, contrairement aux portraits de femmes en groupe, qui avaient encore les faveurs de certains autres artistes de l'ukiyo-e.
En 1793, il devint un artiste reconnu, et son accord semi-exclusif avec l'éditeur Tsutaya Jūzaburō arriva à son terme. Il produisit alors un certain nombre de séries fameuses, toutes centrées sur les femmes du quartier réservé du Yoshiwara.
En 1797, Tsutaya Jūzaburō mourut, et Utamaro fut apparemment très affecté par la mort de son ami et protecteur. Même si certains commentateurs affirment que le niveau de l'art d'Utamaro ne fut plus jamais le même à partir de ce moment, il produisit cependant des œuvres remarquables après cette date.

### Arrestation
En 1804, au sommet de son succès, l'année même où il sortit l'Almanach illustré des Maisons Vertes, il dut faire face à de sérieux problèmes vis-à-vis de la censure, après avoir publié des estampes traitant d'un roman historique interdit. Ces estampes, intitulées La femme et les cinq concubines de Hideyoshi décrivaient la femme et les cinq concubines de Toyotomi Hideyoshi, le grand chef de guerre du Japon à l'époque Momoyama.
En conséquence, il fut accusé d'avoir porté atteinte à la dignité de Hideyoshi. En réalité, le shogun Ienari y vit une critique de sa propre vie dissolue.
Quoi qu'il en soit, Utamaro fut condamné à être menotté pour 50 jours (selon certains, il fut même brièvement emprisonné).
Il ne put supporter le choc émotionnel de cette épreuve, et ses dernières estampes manquent de puissance, au point qu'on peut penser qu'elles sont sans doute de la main d'un de ses élèves.
Il mourut deux années plus tard, le 20e jour du 9e mois, en 1806, âgé d'environ cinquante-trois ans, à Edo, alors qu'il croulait sous les commandes des éditeurs qui sentaient sa fin prochaine.

## Apports stylistiques

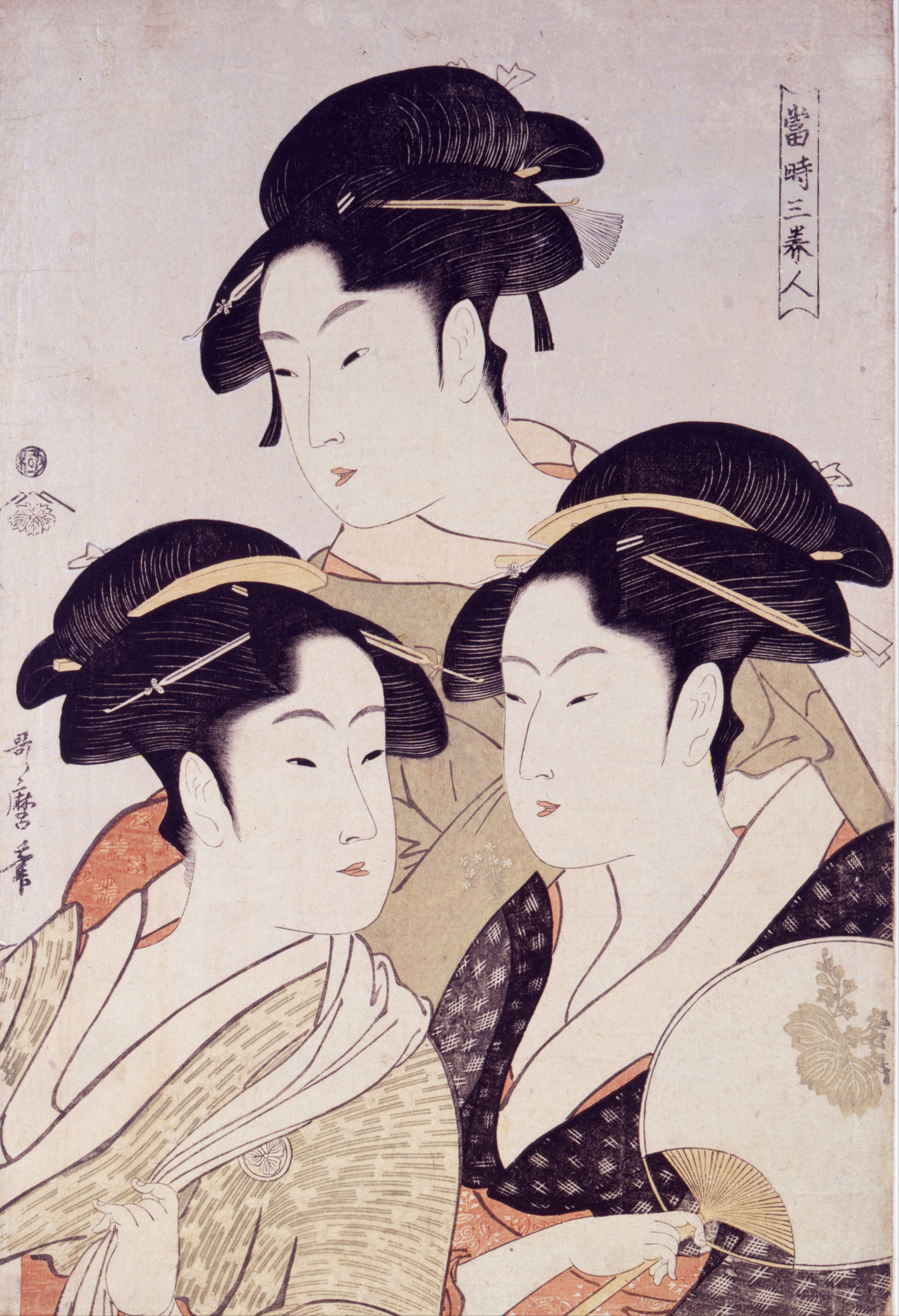
Trois beautés de notre temps : Okita (à droite), Ohisa (à gauche) et Toyohina (en haut)
1793, Musée Guimet

On a pu dire du style d'Utamaro qu'il marquait à la fois l'apogée et le point de départ du déclin de l'art traditionnel de l'ukiyo-e.
Il sut en effet porter l'art du portrait à son sommet, par de nombreux apports :
- portraits visant à la ressemblance, malgré les conventions de l'art japonais ;
- visage « en gros plan », en buste (okubi-e) donnant à l'image un impact saisissant ;
- utilisation fréquente de fonds micacés (kira-e), donnant un aspect à la fois luxueux et sobre au portrait ;
- utilisation sans précédent du noir des chevelures féminines, dont la densité est augmentée par une double impression ;
- virtuosité extraordinaire du traitement des cheveux (un défi pour le graveur).

Dans son œuvre, Utamaro se définit comme un « physiognomoniste », capable de représenter dans ses portraits les traits de personnalité de ses sujets. D'où les titres de certaines de ses séries, telles les Dix formes de physionomie féminine (1802).
Il est de fait que le portrait de Naniwaya Okita (portrait de droite dans la célèbre estampe Trois beautés de notre temps) permet de reconnaitre celle-ci dans un certain nombre d'autres estampes, où l'on retrouve son profil aquilin et son air réservé, contrastant avec l'expression plus délurée et la forme de visage très différente de Takashima Ohisa (à gauche sur cette même estampe).

### Les okubi-e chez Utamaro

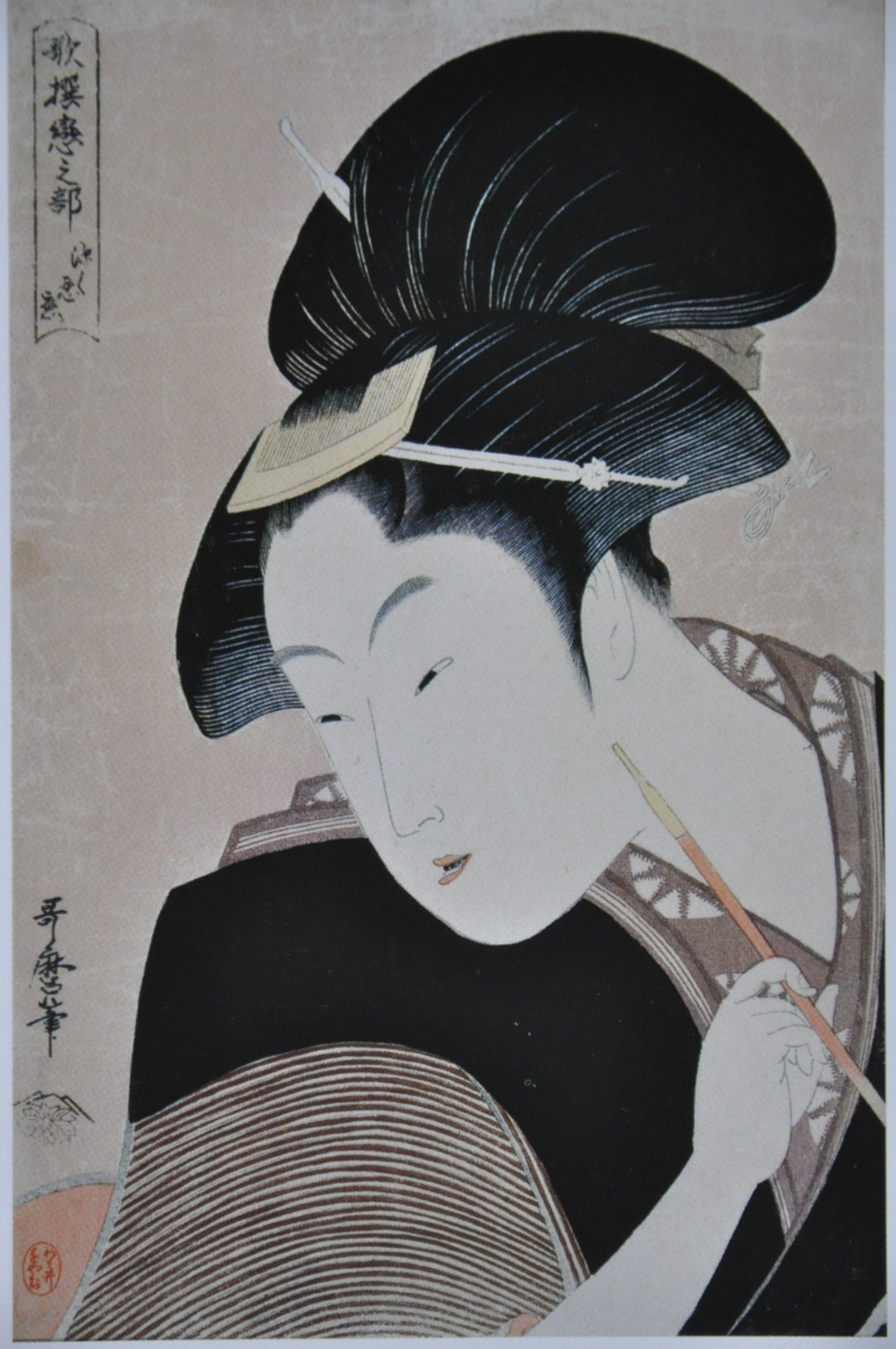
Amour profondément caché, okubi-e sur fonds micacé, de la série « Anthologie poétique ; section de l'amour » (1793-1794).

Pendant longtemps, la notion de portrait n'exista pas dans l'estampe japonaise, en tous cas pas au sens où l'entend la peinture occidentale.
En effet, la plupart des représentations humaines présentaient les personnages soit en groupe, soit - et c'était une constante des bijin-ga - individualisé, mais en pied. On en trouve des exemples typiques chez Moronobu, Kaigetsudo, ou encore Harunobu.
Ce n'est guère qu'en 1788-1789 que Katsukawa Shunkō réalisa une série de portraits d'acteurs de kabuki, représentés en buste.
Utamaro reprit cette idée pour l'appliquer au genre bijin-ga, en publiant chez son éditeur Tsutaya Jūzaburō sa série Dix types d'études physiognomoniques de femmes (Fūjin sōgaku juttai), vers 1792-1793.
Cette première série cependant, ne pouvait pas encore prétendre au portrait en gros plan, puisqu'il ne s'agissait que de portraits de femmes cadrés à mi-corps.
Ce n'est qu'un peu plus tard, et tout particulièrement avec sa série Anthologie poétique : section de l'Amour (Kazen koi no bu), publiée dès 1793-1794, qu'Utamaro conçoit véritablement ce qui restera l'archétype de l’okubi-e : les femmes ainsi représentées apparaissent en gros plan, ne montrant que la tête et les épaules, souvent sur un fonds micacé, pour produire ce qui demeure une des formes les plus spectaculaires de l'ukiyo-e.

### Utilisation des fonds micacés

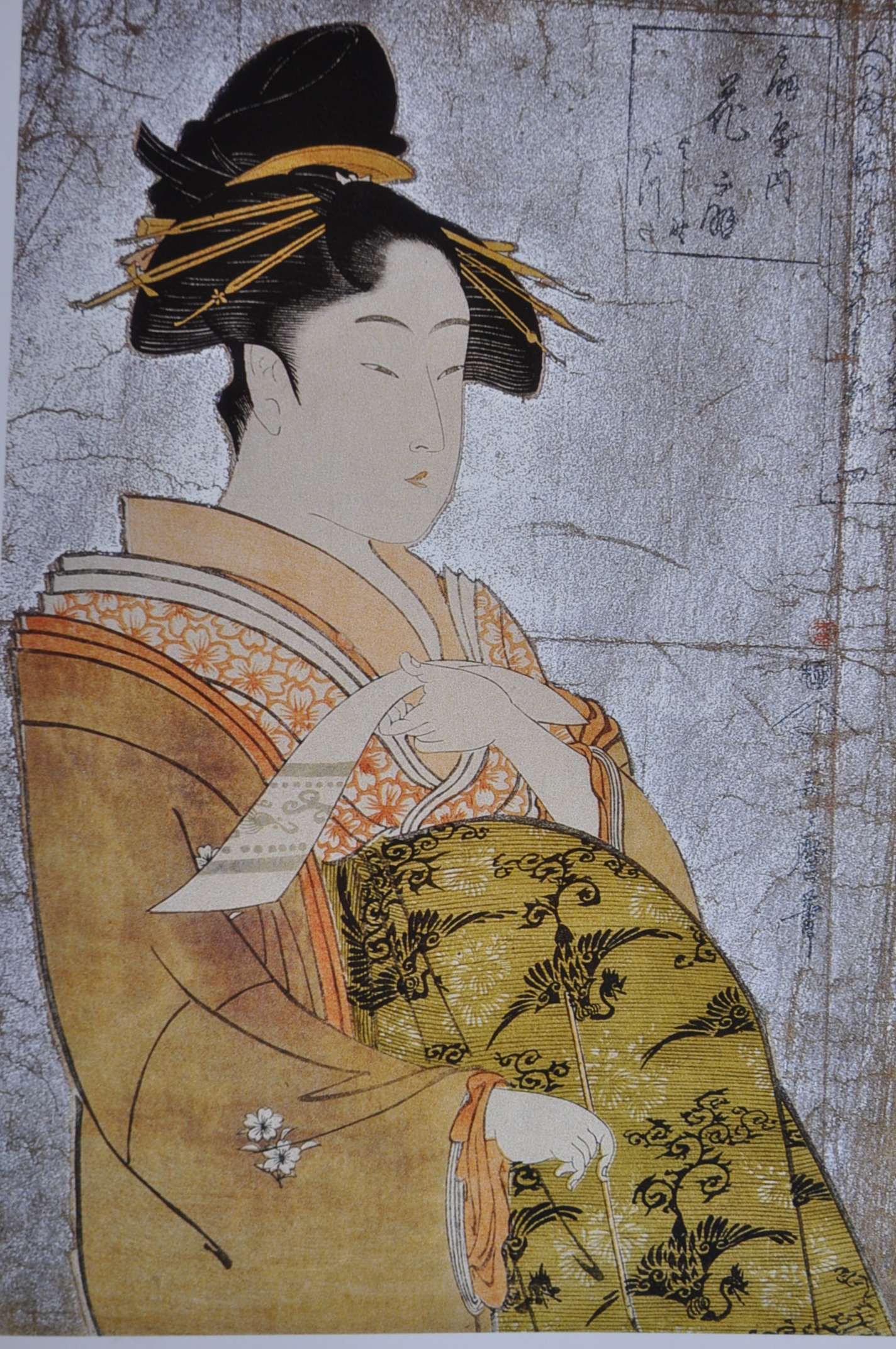
L'oiran Hanaogi, représentée sur un fond micacé prune, tenant un pinceau à la main.

Utamaro a eu recours très tôt, dès sa série Dix types d'études physiognomoniques de femmes, à l'utilisation d'un fond recouvert de paillettes de mica. Il fut l'inventeur de ce procédé, appelé kira-e.
L'utilisation d'un tel fond confère indiscutablement un aspect luxueux à l'estampe. Il attire également l'œil par son côté lumineux et la façon dont il accroche la lumière.
Enfin, autant et mieux qu'un fond monochrome, il permet de détacher le visage, et d'en faire ressortir la blancheur, retrouvant ainsi par une autre méthode la mise en valeur de la blancheur des visages féminins obtenue dans la peinture par l'utilisation de gofun.
Car les fonds micacés d'Utamaro ne sont pas toujours uniquement blancs. Très souvent, ils sont au contraire légèrement teintés, renforçant ainsi le contraste avec le visage lui-même. C'est le cas par exemple dans le portrait Amour profondément caché (Fukaku shinobu koi), de la série Anthologie poétique : section de l'Amour, dont le fond micacé est légèrement rosé, ou encore du portrait de l’oiran Hanaogi, dont le fonds micacé fait appel à une rare teinte prune.

### Utamaro et la recherche de la ressemblance
Utamaro se voulait un portraitiste fidèle, capable de retranscrire la psychologie profonde de ses personnages.
Exercice difficile, car s'inscrivant dans la série de conventions de l'estampe japonaise : yeux représentés par une mince fente, bouche réduite à sa plus simple expression, absence de tout dégradé exprimant le modelé du visage...
Et cependant, Utamaro a su restituer, au travers de toutes ces conventions, des portraits qui permettent, par d'imperceptibles détails, d'attribuer une personnalité à ses modèles préférés, telles que Naniwaya Okita ou Takashima Ohisa (voir plus haut : Trois beautés de notre temps).

En 1912, dans le catalogue de l'exposition tenue à Paris de quelque trois cents œuvres d'Utamaro, Raymond Koechlin rendait ainsi hommage au talent de portraitiste d'Utamaro : 

« Utamaro a donné à chaque visage une expression personnelle. Les yeux peuvent être dessinés de façon schématique ; l'inclinaison varie d'une tête à l'autre et leur donne un regard différent; les bouches ne s'ouvrent pas de façon tout à fait semblable; les nez sont droits, aquilins ou pointus, et surtout l'ovale du visage lui donne son caractère. »

### Importance du noir chez Utamaro

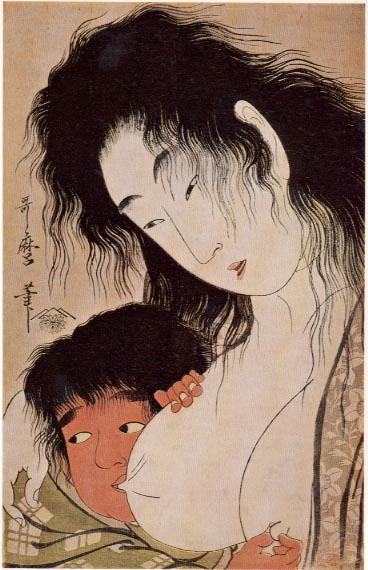
Yama-uba et Kintarō : un bel exemple de l'utilisation graphique du noir chez Utamaro

Le recours aux okubi-e a permis à Utamaro de jouer pleinement de l'impact visuel créé par les chevelures des femmes. Ceci aboutit à un type d'estampe nouveau, qui s'éloigne des estampes de brocart traditionnelles, pour permettre l'élaboration d'architectures graphiques nouvelles. Ainsi, Janette Ostier a pu écrire :

« Utamaro (...) métamorphose les coiffures féminines, harmonieusement architecturées, en de gigantesques fleurs sombres qui font ressortir la gracilité d'une nuque, la pâleur d'un visage. Dans certaines œuvres, la répartition, presque la mise en page des noirs absolus, suggère, si on cligne des yeux, de singulières compositions abstraites d'un rigoureux équilibre. »

Il est à cet égard intéressant de regarder les nombreuses estampes d'Utamaro rassemblées par Claude Monet : leurs couleurs sont aujourd'hui totalement passées, à la suite d'une trop longue exposition à la lumière du jour. Leur caractère d'« estampes de brocart » colorées s'est entièrement évanoui, pour faire place à d'admirables compositions en noir et blanc, dont le mérite purement graphique sort grandi de l'effacement des couleurs.
Pour parvenir à un tel résultat, Utamaro accordait une importance particulière à l'impression du noir de la chevelure : comme il est d'usage, on imprimait tout d'abord le bloc portant le dessin à l'encre noire sumi, qui reportait donc sur le papier le dessin original d'Utamaro. Puis on appliquait les différents blocs portant chaque couleur. Mais on appliquait tout à la fin un dernier bloc, qui portait, lui, spécifiquement le noir de la chevelure, pourtant déjà imprimé en principe par le premier bloc.
Cette double impression du noir de la chevelure (le deuxième passage portant d'ailleurs des détails un peu différent du premier) permettait d'atteindre une profondeur du noir que l'on ne retrouve pas chez les prédécesseurs d'Utamaro. Ainsi par exemple, la comparaison avec les chevelures des femmes de Kiyonaga fait-elle apparaître ces dernières - malgré les ressemblances stylistiques - comme étant gris très foncé, et non pas totalement noires.

## Œuvres

### Livres et séries consacrées à la nature

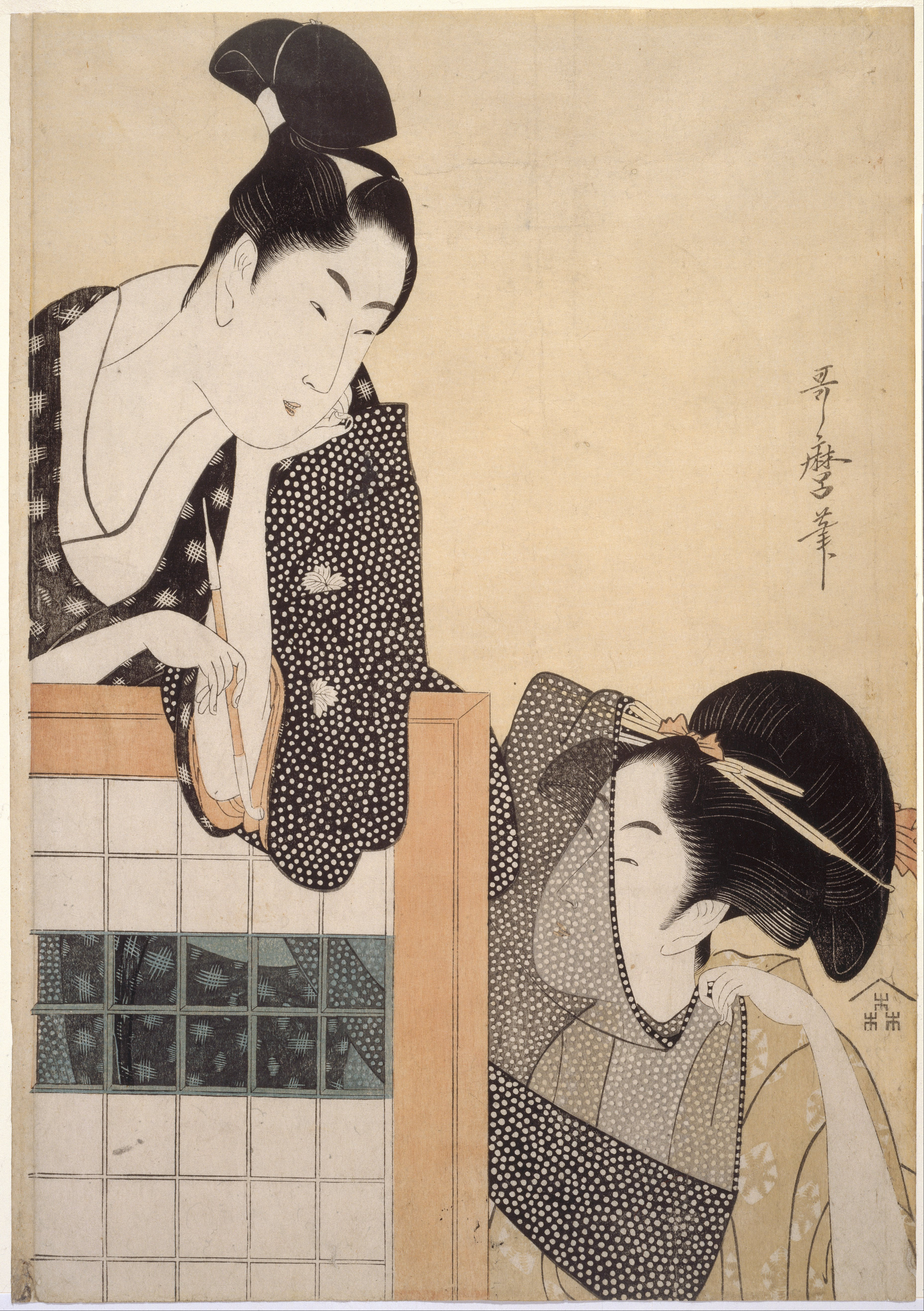
Couple au paravent.

C'est là un aspect important de son œuvre, pendant la première partie de sa carrière.
- Parmi ses premières œuvres, il publiera un livre sur Les insectes choisis (Ehon Mushi Erabi, de 1788), dont son maître Toriyama Sekien écrivait dans la préface[11] :

« L'étude que vient de publier mon élève Utamaro reproduit la vie même du monde des insectes. C'est là la vraie peinture du cœur. Et quand je me souviens d'autrefois, je me rappelle que, dès l'enfance, le petit Uta observait le plus infini détail des choses. Ainsi, [...] quand il était dans le jardin, il se mettait en chasse des insectes et, que ce soit un criquet ou une sauterelle, [...] il gardait la bestiole dans sa main pour l'étudier. »
- Utamaro est également l'auteur de deux œuvres très connues, le Livre des Oiseaux (Momo chidori kyōka awase, de 1791), et le livre intitulé Souvenirs de la marée basse (Shioho no tsuto, de 1790 environ) sur les coquillages et les algues abandonnés par la mer[12].

Il publia aussi une série de douze estampes sur l'élevage des vers à soie  (sic).

### Les séries debijin-ga
Utamaro réalisa de nombreuses séries d'estampes de jolies femmes et de courtisanes (bijin-ga), séries qui étaient autant d'occasions pour lui d'étudier tel ou tel aspect de son art, en étudiant de nouvelles possibilités. Parmi ses séries les plus célèbres, on peut noter :
- Neige, lune et fleurs dans les quartiers de plaisir et le mont Goten, d'après le livre Statue de Fugen (fugen-zo) (1790)
  - Hana Murasaki du Tamaya, 26 × 38 cm), Collection privée, Vente Sotheby's 2019[14]
- Dix types d'études physiognomoniques de femmes (Fūjin sōgaku juttai) (1792-1793) ;
  - Le Type intéressant, estampe oban, nishiki-e, fonds micacé, Musée Guimet[15]
- Les Beautés célèbres de Edo (1792-1793)
  - O-Kita de la Maison de thé Naniwa-ya, gravure sur bois: encre et couleur sur papier, signé Utamaro hitsu, publié par Tsutaya Jûzaburô (Kôshodô), sceau de censure kiwame, ôban vertical (36 × 24 cm), collection privée, vente Sotheby's 2019[16]
- Dix leçons apprises des femmes (1792-1793) ;
- Anthologie poétique : section de l'Amour (kasen koi no bu) (1793-1794) ;
  - Amour pensif, estampe oban, nishiki-e, Musée Guimet[15]
- Neige, lune et fleurs des maisons vertes (1793-1795) ;
- Tableau des beautés suprêmes du jour présent (1794) ;
- Les Aristocrates du saké comparé aux courtisanes de six maisons sélectionnées (Natori-zake rokkasen) (1794)
  - Courtisane Shiratsuyu de la Maison Waknaya, gravure sur bois, Ôban vertical (37 × 24 cm), publiée par Tsutaya Jûzaburô (Kôshodô), collection privée, Vente Sotheby's 2020[17]
- Cinq couleurs d'encre du quartier Nord (Hokkoku goshiki-zumi) (1794-1795) ;
- Douze heures des maisons vertes (Seiro jūni toki tsuzuki) (1794-1795) ;
- Huit promesses lors de rendez-vous amoureux (Omi hakkei) (vers 1795)
  - Trouble émotionnel pour Wankyu et Matsuyama, gravure sur bois, signée Utamaro hitsu, publiée par Omiya Gonkuro, Ôban vertical (37 × 24 cm), collection privée, Vente Sotheby's 2019[18]
- Beautés en fleur du jour présent (1795-1797) ;
  - Amour pour une prostituée (tsuji-gimi ni yosuru koi) (1795–1796), gravure sur bois, Ôban vertical (36 × 24 cm), signée Shomei Utamaro hitsu, scellée Honke [true line], publiée par Matsumura Tatsuemon, collection privée, Vente Sotheby's 2019[19]
- Tableau d'amants passionnés (1797-1798) ;
- Huit vues de courtisanes au miroir (Yūkun kagami hakkei) (1798-1799) ;
  - Femme se poudrant le cou (1795-1796), estampe oban, nishiki-e, Musée Guimet[15]
- Le Drame de Chûshingura parodié par de célèbres Beautés (Komei bijn mitate-Chûshingura Jûnimai Tsuzuki) (fin des années 1790), douze estampes, oban (38 × 25 cm)
  - Acte 10 Préparatifs d'un banquet, marque de l'éditeur Omiya Gonkurô, Collection privée, Vente Sotheby's 2004[20]
- Six paires zodiales dans le Monde Flottant (Ukiyo nanatsume awase) (1800-1801) ;
- Dix formes de physionomie féminine (1802).
- Sept Beautés (Futaba-gusa nana Komachi) (vers 1803)
  - Chez la Beauté (kayio komachi), gravure sur bois, encre et couleur sur papier, signé Utamaro hitsu, publié par Tsuruya Kiemon (Senkakudo), Ôban vertical (36 × 25 cm), collection privée, Vente Sotheby's 2019[21]

Ce sont là les plus connues. Mais il existe encore bien d'autres séries de bijin-ga moins connues, telles que :
- Les six bras et les six vues de la rivière Tamagawa, représentées par des femmes ;
- Femmes représentant les 53 stations du Tōkaidō ;
- Les sept dieux du bonheur personnifiés par des femmes ;
- Femmes représentant les quatre saisons...

### La légende de Yama-uba et de Kintarō
Vers la fin de sa vie, Utamaro réalisa une bonne cinquantaine d'estampes consacrées à la description de la légende de Yama-uba et Kintarō. Yama-uba, « la vieille femme des montagnes », sorte de sorcière des forêts profondes des montagnes du Japon, apprivoisée par l'amour maternel, et Kintarō, « le garçon d'or », incarnation enfantine du héros Sakata no Kintoki. Cette très longue série fut très populaire, et donna lieu à des estampes remarquables par leur force, le détail prodigieux de la chevelure de Yama-uba, le contraste entre la blancheur de sa peau et le teint hâlé du garcon.

### Autres séries montrant mère et enfant
Utamaro réalisa d'autres séries d'estampe mettant en scène des mères avec leurs enfants.
Ces séries, là aussi réalisées vers la fin de sa vie, ne sont pas totalement une nouveauté dans l'ukiyo-e; on en trouve en effet quelques exemples, en particulier chez Kiyonaga.
Cependant, Utamaro l'érigea en un genre distinct dont la série Yama-uba et Kintarō constitue bien sûr le fleuron.
Sur ce thème, Utamaro réalisa également :
- Les trois rieurs d'esprit enfantins (Kokei no sanshō) (vers 1802) ;
- Comparaison élégante des petits trésors (Fūryū ko-dakara awase) (vers 1802) ;
- Jeunes pousses : Sept Komachi (Futaba-gusa nana Komachi) (vers 1803)
- Une Femme baignant son enfant, gravure sur bois, 38 × 25 cm, Collection privée, Vente Sotheby's 2019[23]

### Les triptyques
Par ailleurs, il faut signaler un certain nombre de triptyques, tels que :
- Les Pêcheuses d'abalones (1797-1798), qui rivalise avec La vague d'Hokusai, pour le titre d'estampe la plus célèbre ;
  - Oban, Nishiki-e, Musée Guimet[15]
- La lande de Musashi (Musashino) (1798-1799), inspirée du Conte d'Ise, célèbre classique japonais ;
  - Oban, Nishiki-e, mica blanc, Musée Guimet[15]
- L'averse (Yoshida no 311) ;
- Nuit d'été sur la Sumida (Yoshida no 41) ;
- Vue de la plage de sept lieues, à Kamakura (Soshu Kamakura Sichiri-ga-hama Fukei) ;
- L'atelier des célèbres estampes d'Edo (Eido Meibutsu Nishiki-e Kosaku), représentant l'atelier d'Utamaro avec des bijin en guise d'ouvrières[24].

### Autres œuvres
Enfin, Utamaro réalisa de nombreuses œuvres érotiques, telles que son célèbre Poème de l'oreiller (en) (歌まくら, Utamakura),, publié en 1788, ou consacrées aux « Maisons vertes », en particulier L'Almanach illustré des maisons vertes (Seirō ehon nenjū gyōji), publié en 1804, l'année de son arrestation, et qui contribua à sa réputation en Occident.
Il réalisa également des séries de shunga (estampes érotiques), telle que la série de douze estampes Prélude au désir (Negai no itoguchi), que l'on peut voir au Musée Guimet.
Par ailleurs, il fit aussi quelques portraits d'acteurs de kabuki, ou bien des séries telles que Comparaison des vrais sentiments : sources d'amour, ou encore À travers les lunettes moralisatrices des parents.
Dans un tout autre domaine, Utamaro réalisa aussi quelques séries qui peuvent être considérées comme des annonces publicitaires :

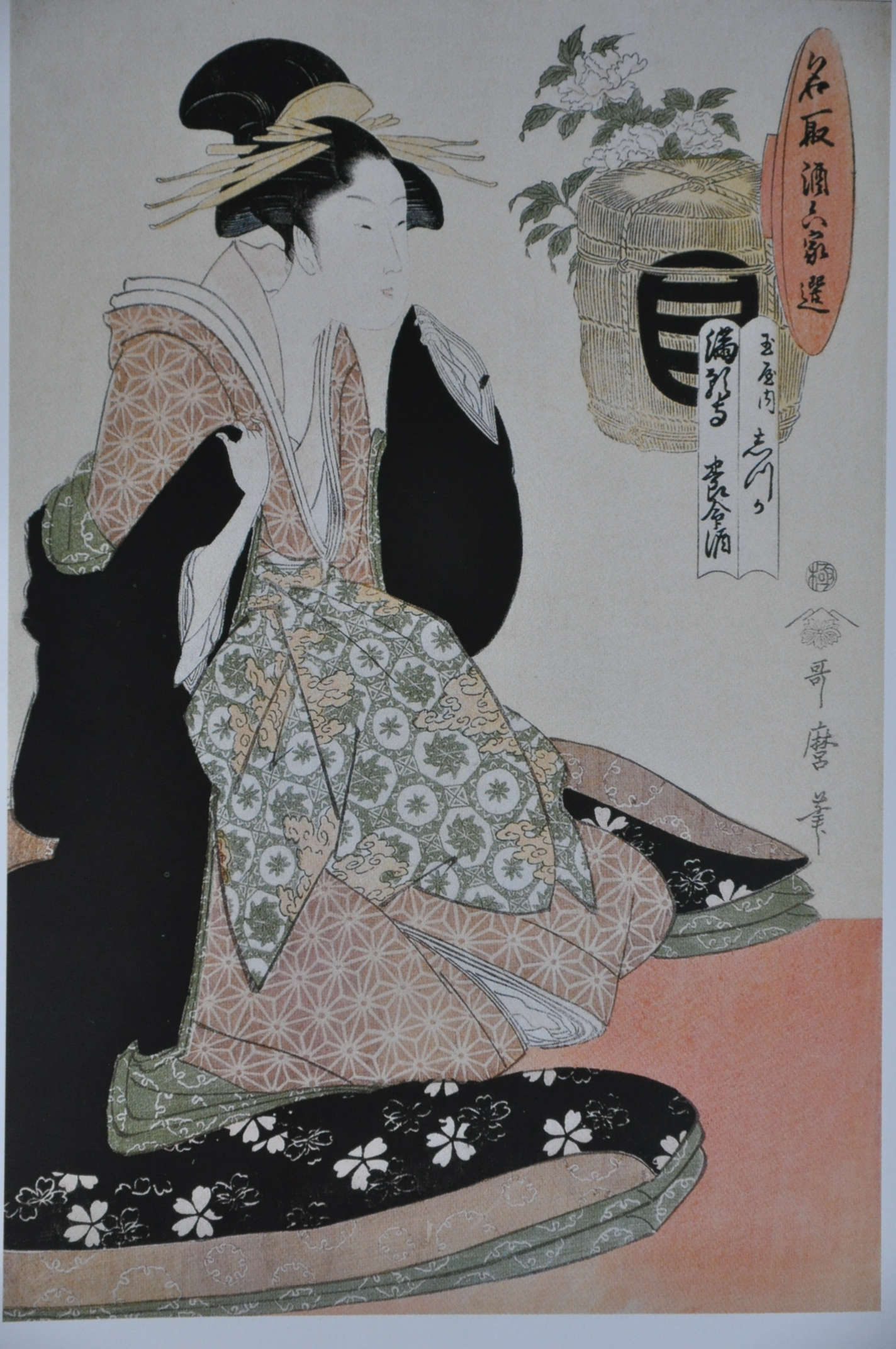
La courtisane Shizuka et le sake Yōmeishu.

- Six sélections de courtisanes et de sake (Natori-zake rokkasen) : chacune de ces estampes y assure la promotion d'une marque de sake, qui accompagne le portrait d'une courtisane ; le logo de la marque est affiché en gros sur un motif de baril de sake;
- Dans le goût des motifs d'Izugura (Izugura shi-ire no moyô muki) : série de neuf estampes publiées vers 1804-1806, réalisées pour promouvoir de grande marques de magasins de textile (Matsuzakaya, Daimaru, Matsuya...), dont le logo apparait de façon ostensible[N 3],[27].

Il est bien difficile finalement de recenser l'ensemble de l'œuvre d'Utamaro, qui compte près de 2000 estampes.
Car s'il réalisa quelques belles peintures, l'estampe resta le domaine auquel il se consacra toute sa vie.
- Osome de la boutique d'huile et l'apprentie Hisamatsu (1798–1799), gravure sur bois, signée Utamaro hitsu, aiban vertical 35 × 25 cm, Collecton privée, Vente Sotheby's 2019[28]
- La Courtisane Hana Murasaki, British Library, Londres[29]
- Une paysanne et l'amour (1796-1797), 37 × 24 cm, collection privée, vente Sotheby's 2003[30]
- Courtisane jouant du koto, éventail, encre et couleurs sur soie, 53 × 21 cm, Collection M. John C. Weber[31]

## Élèves
Après la mort d'Utamaro, son élève Koikawa Suncho continua à produire des estampes dans le style de son maître, et repris ensuite son nom d'artiste (gō) Utamaro jusqu'en 1820 ; on se réfère à cette partie de son œuvre sous le nom de Utamaro II. On dit qu'il épousa la veuve d'Utamaro après la mort de celui-ci, et dirigea l'atelier pendant une dizaine d'années. Après 1820, il changea son nom d'artiste, qui devint Kitagawa Tetsugoro, et produisit désormais ses œuvres sous ce nom.
Utamaro eut par ailleurs d'autres élèves, plus mineurs, tels que Kikumaro (Kitagawa Tsukimaro), Hidemaro, Shikimaro, Yukimaro, Toyomaro...
Mais son disciple le plus important, et incontestablement le plus doué, fut Eishi.
Son style se continuera dans une certaine mesure au travers d'artistes comme Eisho, Eisui et Eiri, qui, plus qu'Eishi, chercheront à retrouver le caractère spectaculaire des portraits okubi-e d'Utamaro, parfois en allant encore plus loin par l'utilisation de fonds micacés noirs.

## Utamaro et l'Occident

### «Découverte» d'Utamaro auXIXesiècle

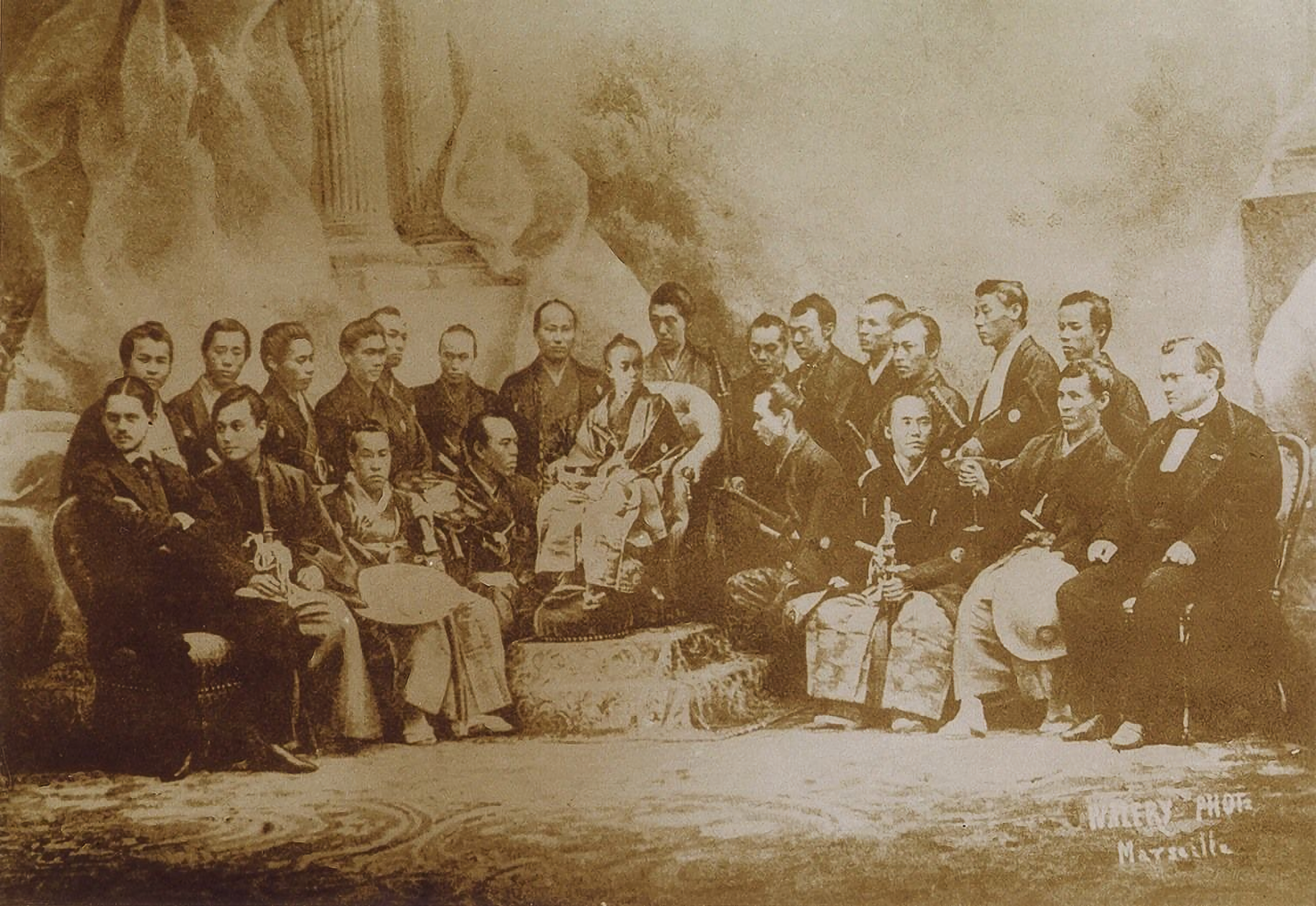
La délégation japonaise à l'Exposition Universelle de 1867

Les toutes premières œuvres d'Utamaro arrivèrent en Chine déjà de son vivant, puis en Europe par des voies inconnues.
Cependant, Utamaro ne fut largement « découvert » en Occident, et en particulier en France (sous le nom romanisé d'Outamaro) qu'à partir de l'Exposition universelle de 1867. Cette Exposition Universelle, à laquelle, pour la première fois, le Japon participait de manière officielle, fut suivie de la vente de mille trois cents objets japonais.
Dès lors, l'impulsion était donnée : de telles ventes eurent lieu de nouveau par exemple en 1878, à l'occasion d'une rétrospective en France sur l'art japonais, rétrospective qui mit Hayashi Tadasama en contact avec les collectionneurs français.
Hayashi fut dès lors l'un des tout principaux ambassadeurs de l'art japonais en France, et en Occident de façon plus générale, approvisionnant les collectionneurs en objets d'art importés du Japon.
Les artistes français de l'époque furent souvent parmi les premiers à apprécier l'art japonais, tels Claude Monet (qui rassembla une importante collection d'œuvres d'Utamaro que l'on peut voir encore aujourd'hui), Degas, ou encore, les Goncourt.
L'un des plus grands collectionneurs d'estampes japonaises, le comte Isaac de Camondo, légua toute sa collection au Musée du Louvre, où, enrichie par d'autres apports, elle constitua la base de ce qui est aujourd'hui la grande collection du Musée Guimet, riche en estampes d'Utamaro.

### Influence sur l'art occidental
L'influence de l'art japonais sur les artistes français et européens de la fin du XIXe siècle est connue : c'est ce qu'on a appelé le japonisme.
On sait par exemple que Degas (et les impressionnistes, de façon plus générale) fut influencé par sa découverte des estampes japonaises. Certains de ses cadrages s'en inspirent directement, ainsi d'ailleurs que de la photographie, avec en particulier des avant-plans audacieux où le sujet au premier plan est coupé.
Cependant, il est difficile de rattacher cette influence précisément à Utamaro, d'autant qu'on trouvera plus souvent de tels cadrages chez Hiroshige que chez Utamaro.
En revanche, Gustav Klimt a, lui, été spécifiquement influencé dans son art par Utamaro.

## Utamaro au cinéma
- 1946 : Utamaro o meguru gonin no onna - Cinq femmes autour d'Utamaro par Kenji Mizoguchi
- 1959 : Utamaro o meguru gonin no onna par Keigo Kimura
- 1977 : Utamaro : Yume to shiriseba par Akio Jissōji